# Wyroślak perełkowy
Wyroślak perełkowy (Naccobbus aberrans, Thorne, Thorne et Allen sensu lato) – nicień stwarzający potencjalne zagrożenie dla upraw ziemniaka w Europie.